# Колешка
Колешка — малая река в России, протекает в Вельском районе Архангельской области, правый приток Ваги. Длина — 15 км.

## Течение
Река берёт начало примерно в 4 километрах на юго-запад от посёлка Саргино. Течет на юго-запад. В нижнем течении принимает самый крупный приток — реку Расьва, примерно в 1,5 километрах от устья. Впадает в реку Вагу близ деревни Колешка.

## Данные водного реестра
- Бассейновый округ — Двинско-Печорский
- Речной бассейн — Северная Двина
- Речной подбассейн — Северная Двина ниже места слияния Вычегды и Малой Северной Двины
- Водохозяйственный участок — Вага

## Карты
- Лист карты P-38-85,86 Пасьва. Масштаб: 1 : 100 000. Указать дату выпуска/состояния местности.